# Talbrücke Trockau
Die Talbrücke Trockau ist eine 602 m lange Brücke der Bundesautobahn 9. Sie wurde im Rahmen des sechsstreifigen Ausbaus der Autobahn (Verkehrsprojekt Deutsche Einheit Nr. 12) zwischen den Jahren 1998 und 2001 errichtet, bei Kosten von ungefähr 27 Millionen Euro.
Die Brücke liegt zwischen den Anschlussstellen Trockau und Pegnitz und überquert eine Talsenke östlich des Ortes Trockau. Im Bereich des Trockauer Berges hatte die Gradiente der alten Autobahntrasse eine maximale Neigung von bis zu sieben Prozent, die minimale Kurvenradien betrugen 350 m. Daher erfolgte im Rahmen des sechsstreifigen Ausbaus eine Neutrassierung über den Trockauer Berg, mit drei Prozent Neigung, was das Bauwerk erforderlich machte. Dazu werden in einer Höhe von maximal 40 m mit neun Feldern zwei Wirtschaftswege überspannt. Während die alte Trasse unmittelbar am östlichen Rand des Orts Trockau lag, wurde die neue um ca. 85 m bis 235 m nach Osten verschoben.

## Überbauten

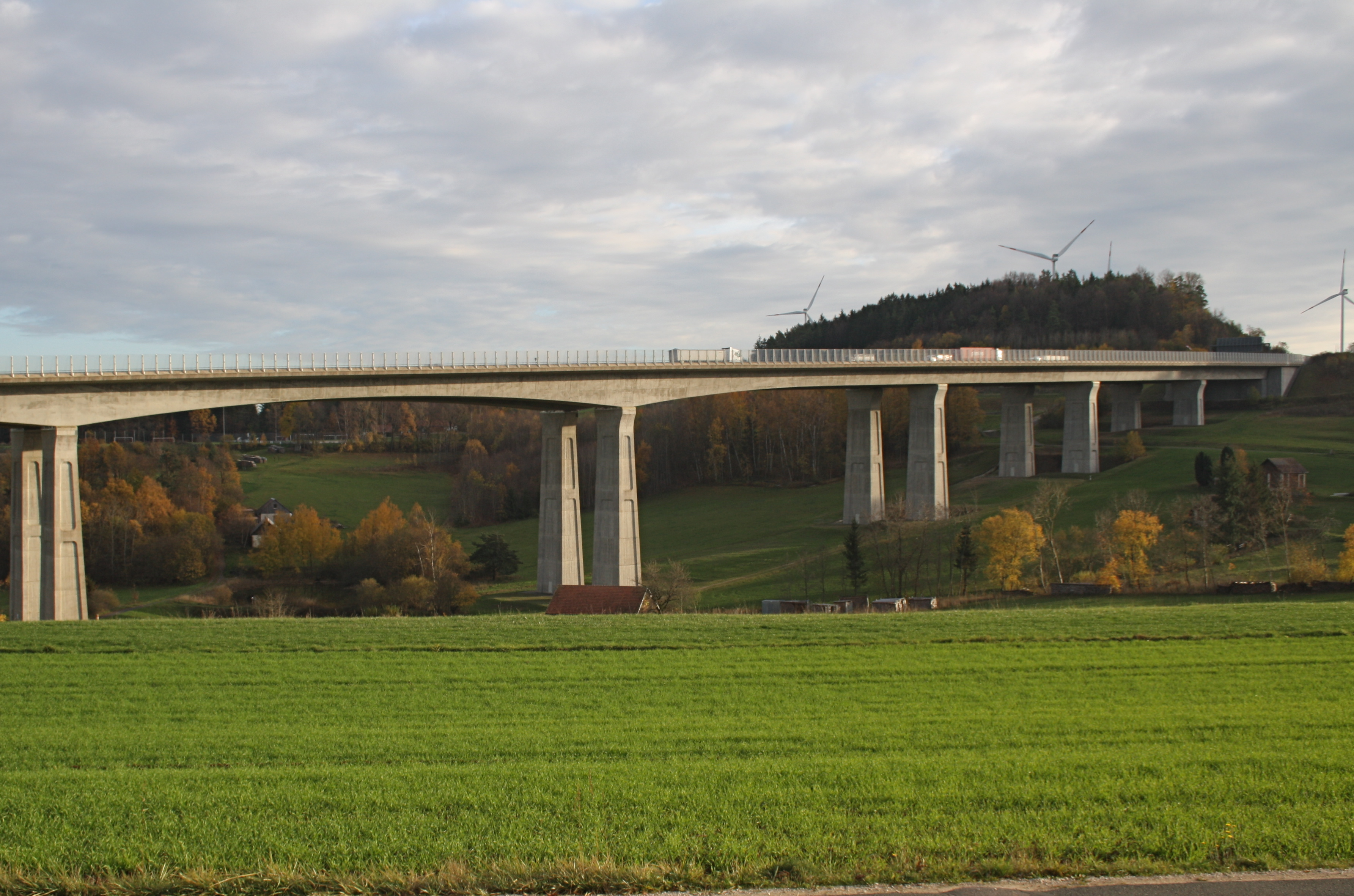
Blick vom Höhenweg in Trockau zum Trockauer Berg

Die beiden nebeneinander liegenden Überbauten der Spannbetonbrücke sind Durchlaufträger mit einem Hohlkastenquerschnitt und einer Konstruktionshöhe von 3,5 m. Im Bereich der langen Mittelfelder ist der Überbau gevoutet ausgeführt und besitzt dort über den Pfeilern eine maximale Konstruktionshöhe von 6,5 m. Der Überbau ist in Längs- und Querrichtung vorgespannt, dabei besteht die Längsvorspannung nur aus externen Spanngliedern. Die Stützweiten des neunfeldrigen Bauwerks sind 51 m, 55 m, 60 m, 85 m, 100 m, 85 m, 60 m, 55 m und 51 m.

## Ausführung
Die Brücke wurde mit einer 128 m langen Vorschubrüstung in elf Bauabschnitten hergestellt. Da die Rüstung nur maximal 62 m lange Stützweiten überspannen konnte, wurden in den drei langen Mittelfeldern drei Hilfsstützen eingebaut. 